# Money Jungle
Money Jungle ist ein Jazzalbum des Pianisten Duke Ellington mit dem Bassisten Charles Mingus und dem Schlagzeuger Max Roach, aufgenommen am 17. September 1962; das Album ist nach dem gleichnamigen Titelsong, einer Komposition Ellingtons, benannt. Das Album erschien im Februar 1963 zunächst bei United Artists Records. Als CD wurde es in erweiterter Form 1998 und 2005 von Blue Note wiederveröffentlicht. 
Dieses Album wird oft als ein künstlerischer Höhepunkt in der Karriere von Duke Ellington betrachtet. Es zeigt seine Fähigkeit, traditionelle Jazzelemente mit avantgardistischen Einflüssen zu verbinden und dabei seinen einzigartigen Stil beizubehalten.

## Geschichte der Money-Jungle-Session
Im Jahr 1962 unternahm Duke Ellington mehrere Solo-Projekte ohne sein Orchester; zunächst ein Oktett-Album mit Coleman Hawkins im August und ein gemeinsames Album mit John Coltrane am 26. September, beide für das junge Label Impulse!. Eine Woche vorher traf er ebenfalls auf zwei Musiker der damaligen Jazz-Avantgarde, Charles Mingus und Max Roach, die beide seit den frühen 1950er Jahren eng miteinander gearbeitet hatten, u. a. für ihr gemeinsames Label Debut. Während für Ellington bei dem Coleman Hawkins-Projekt „die Gemeinsamkeiten der musikalischen Vorstellungen soweit überwogen, dass ein problemloses Miteinander gewährleistet war, prallten mit Coltrane und Ellington ganze Welten aufeinander“, so der Ellington-Biograf Hans Ruland. „Die Integrationsfigur zwischen diesen Welten“ war für ihn „Mingus, der die Tradition eines Fats Waller oder Duke Ellington (…) genauso zugetan war, wie dem zeitgenössischen Jazz der fünfziger und sechziger Jahre, den Mingus schließlich wesentlich mitprägte.“:S. 148.
Als Ellington die Musik für den Spielfilm Paris Blues (1961) schrieb, hatten er und Produzent Alan Douglas sich in Paris kennengelernt, befreundet und auch über die Möglichkeit unterhalten, ein Album aufzunehmen. Als Douglas bei United Artists für die Jazzproduktionen verantwortlich war, rief ihn Ellington an und schlug vor, ein Pianoalbum aufzunehmen. Da Douglas zu dieser Zeit mit Mingus arbeitete, schlug er vor, diesen als Bassisten zu nehmen, worauf Ellington zustimmte und meinte, dass sei interessant. Mingus wiederum meinte, Roach sei als Schlagzeuger die richtige Wahl. Die Idee war folglich, Ellington mit Musikern der nächsten Generation zu kombinieren: Ellington einigte mit sich mit dem Produzenten darauf, dass der 63-jährigen Pianist im Umfeld von zwei „Modernisten der nächsten Generation“ präsentiert werden sollte, um die „Kompatibilität der grundverschiedenen Musiker zu beweisen.“ Es war die erste Trio-Sitzung des Bassisten seit seinen Aufnahmen für Jubilee mit Hampton Hawes und Dannie Richmond. 1974 erinnerte sich Mingus in einem Interview: „Ich bekam einen Anruf von der Plattenfirma; dann trafen wir Duke in seinem Büro und diskutierten aus, was er genau machen wollte.“
Money Jungle wurde auf drei Spuren im Sound Makers Studio in Manhattan an einem einzigen Tag aufgenommen. „Ich habe versucht, sie zum Proben zu bewegen, und alle drei sagten nein, sie wollten nicht proben“, entsann sich Produzent Douglas 2013. Stattdessen hätten die Musiker die Einstellung gehabt: „Lasst uns einfach ins Studio gehen und sehen, was passiert.“ Ohnehin war die Sitzung relativ kurzfristig anberaumt worden Widrige Umstände begleiteten die Aufnahme des Albums: Mingus überwarf sich mit Max Roach, weigerte sich weiterzuspielen und verließ das Studio. Ellington lief ihm nach bis auf die Straße; dort konnte Mingus nur durch Ellingtons Schmeicheleien dazu überredet werden weiterzuspielen; und kehrte, in der Erinnerung von Douglas nun völlig „kooperativ“, ins Studio zurück.

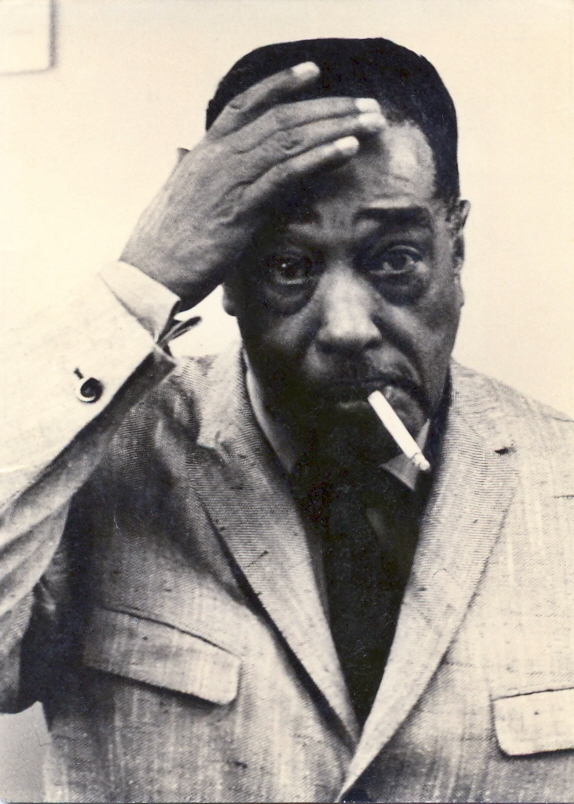
Duke Ellington während einer Konzertpause 1965

Mingus soll, nach anderen Erinnerungen, während der gesamten Ellington-Session extrem gereizt gewesen sein, sei es wegen der Zusammenarbeit mit seinem Idol oder wegen aktueller beruflicher Probleme. In einem Moment streifte er die Hülle über seinen Bass und war drauf und dran, das Studio zu verlassen, erinnerte sich Ellington später.
Mingus: „Mann, ich kann mit diesem Schlagzeuger nicht spielen!“
Ellington: „Warum, was ist los?“
Mingus: „Duke, ich habe dich immer verehrt und das, was du musikalisch gemacht hast, aber du wirst dir einen andren Bassisten suchen müssen.“
Duke Ellington konnte ihn angeblich damit ködern, dass United Artists für Mingus eine ganzseitige Anzeige für die bevorstehende Weihnachtsausgabe des Billboard geschaltet habe. Dass dieser mehr von seinen Qualitäten als Bassist denn als Komponist überzeugt war, beantwortete er einige Jahre später auf die Frage, ob denn Mingus „der Ellington-Schule“ zuzurechnen sei: „Nun, das ist das, was er sagt.“

## Das Album
Ellington selbst äußerte sich insgesamt zur Aufnahme des Albums:
„Es war einer dieser mythischen Augenblicke, wo die Musen drei verschiedener Musiker zu einer verschmelzen. Schon die erste Aufnahme saß. Ich war vor Freude wie elektrisiert.“

### Die Musik des Original-Albums
Ellington hatte speziell für diese Sitzung einige neue Stücke geschrieben; „keiner der vier Titel: Money Jungle, Les fleurs Africaines, Very Special und Wig Wise ist jedoch typisch Ellington.“ So war letztere Komposition „eine Verbeugung Dukes vor dem musikalischen Genius von Thelonious Monk. Treffender läßt sich Monks Gedanken- und Gefühlswelt mit ihrer abgehackten Melodik und ihrer chromatischen Harmonik nicht nachzeichnen.“
Hinzu kamen zwei Ellington-Klassiker, Solitude und Caravan.
„Donnernde Eröffnung des Albums“ ist das Titelstück „Money Jungle“, „ein Blues, der irgendwo zwischen Post-Bop und Avantgarde eingeordnet werden könnte“ und „experimentelle Passagen“ enthält.
Die Ballade Fleurette Africaine , ist ein „impressionistisches Klanggemälde (…) zu Ehren jener Blumen, deren ganze Schönheit nur im Verborgenen des afrikanischen Urwalds blühen“. Es zeugt für Ruland „von der beinahe spirituellen Übereinstimmung dreier Musiker, wie sie selten in einem Studio eingefangen wird.“ Ellington erinnerte sich an das Spiel des Bassisten: „Mingus, mit geschlossenen Augen, fiel in einem harmonischen Groove und fügte Gegenmelodien in einer Weise ein, als ob er die Nummer schon sein ganzes Leben gespielt hätte“
Nach dem „lebhaften Upbeat-Blues“ Very Special, dessen Thema nur kurz angespielt wird, um gleich in die Improvisationen Ellingtons zu münden, folgt das eher „konventionell gespielte“ Warm Valley, eine „liebliche Ballade, die unauslöschlich mit Johnny Hodges verbunden ist.“
Nach der schnellen Nummer Wig Wise, in dem mit den „eckig-spitzen, absteigenden Linien“ die Monk-Bezüge erkennbar sind, folgt der Ellington-Klassiker Caravan, „donnernde Perkussion und wilde Basslinien ergeben eine Spielhaltung, die ausgelassener als gewohnt ausfällt“. Die LP klingt mit einem Solo Ellingtons über Solitude aus; der Pianist führt das Thema ein und nach drei Chorussen mit Einsetzen der Begleiter beginnt der Improvisationsteil.

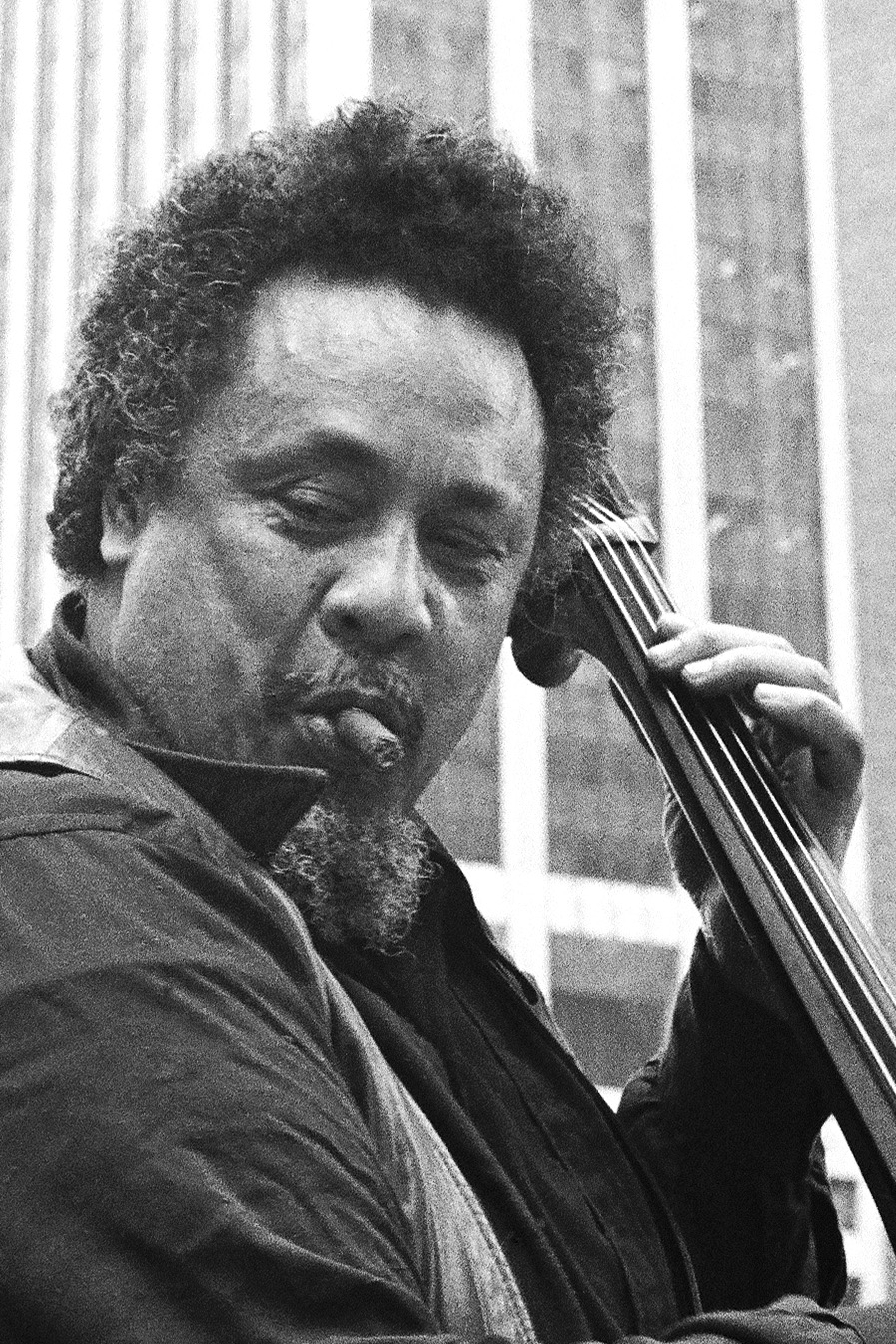
Charles Mingus 1976 in New York

### Weitere Aufnahmen der Session
Jim Santella ging in seiner Besprechung der Neuausgabe der Session auf die weiteren, teilweise zuvor unveröffentlichten Stücke ein. Switch Blade beginnt Charles Mingus mit einer längeren Solo-Einlage, das die „Stimmung für einen langsamen, Nachtigall-gleichen Piano Swinger vorbereitet“; hingegen ist A Little Max (Parfait) ein Feature für den Schlagzeuger mit einer „Bandbreite an Texturen“. Wie viele andere Stücke der Session ist der REM Blues ein einfacher Blues, über den das Trio seine Interpretationen ausbreitet; die Abkürzung REM stehe hier wohl für die anwesenden Roach-Ellington-Mingus. Der noch langsamere Alternate Take fange die gute Stimmung der drei Musiker noch eher ein.

## Editionsgeschichte
Das mit einer halben Stunde zeittypisch kurze United-Artists-Album wurde für die Wiederveröffentlichung durch Blue Note Records um die bislang unveröffentlichten und von Michael Cuscuna wiederentdeckten Stücke A Little Max (Parfait) (2 Takes), Switch Blade, REM Blues und Backward Country Boy Blues sowie einen „Alternate Take“ von Solitude erweitert. Dabei wurden die analogen Dreispurbänder auf digitales Band transferiert. Für die Veröffentlichung 1987 (Blue Note CDP 7 46398 2) wurde die Reihenfolge der Original-LP allerdings aufgehoben. Erst für die erweiterte Neu-Edition im Jahr 2002 (Blue Note 38227) bearbeitete man die Stücke neu (24-bit-mastering) und stellte die Reihenfolge des Originalalbums wieder her, ergänzt um weitere vier „Alternate takes“ (von Money Jungle, REM Blues, Switch Blade und Solitude) am Ende der CD.

## Titel der LP (1963)
- United Artists Records UAJ 14017 bzw. UAS 56632, Solid State SS 18022.[12]

1. Money Jungle (Ellington) – 5:20
2. Fleurette Africaine (African Flower) (Ellington) – 3:36
3. Very Special (Ellington) – 4:26
4. Warm Valley (Ellington) – 3:32
5. Wig Wise (Ellington) – 3:20
6. Caravan (Ellington/Juan Tizol) – 4:12
7. Solitude (Ellington, Mills, DeLange) – 5:33

## Rezeption des Albums
In der Ausgabe der Zeitschrift Down Beat vom 28. März 1963 verglich Don DeMicheal Money Jungle mit Ellingtons gleichzeitig veröffentlichten Begegnungen mit Coleman Hawkins und John Coltrane, denen er jeweils 4 Sterne zuerkannte. Money Jungle, das er als „erstaunlich“ bezeichnete, erhielt hingegen von ihm fünf Sterne, die Höchstwertung im Down Beat. Er urteilte: „Ich habe Ellington noch nie so spielen gehört wie auf diesem Album; Mingus und Roach, vor allem Mingus, drängen ihn so stark, dass man fast hören kann, wie Ellington ihnen zeigt, wer der Boss ist – und er dominiert sie beide, was keine schlechte Leistung ist.“
Ken Dryden schrieb über Money Jungle in Allmusic, das dem Album die zweithöchste Bewertung verlieh, Duke Ellington hätte in den frühen 1960er Jahren die Jazzwelt mit „seiner historischen Trio-Session“ mit Mingus und Max Roach überrascht: „Nicht in einer Weise, indem er einfach ältere Kompositionen überarbeitete; der Großteil der LP konzentriert sich auf Musik, die er speziell für diese Session geschrieben habe.“ Ein „Juwel dieser Session“ ist für den Kritiker die „fragile, auf eine gewisse Art quälende Ballade Fleurette Africaine, bei dem Mingus’ Basslinien fließen und Roachs zurückhaltendes Trommeln sich zu dem Mysterium eines Ellington-Werks zusammenfügen“.
Richard Cook und Brian Morton zeichneten das Album ebenfalls mit der zweithöchsten Bewertung aus und bemerkten einschränkend, dass die häufige Verwendung des 12-taktigen Bluesschemas – wie etwa bei Money Jungle oder Very early – wohl mit der Eile zu erklären sei, mit der diese Zusammenkunft zu Stande gekommen sei; „diese (Stücke) klingen improvisiert“. Hingegen entwickele sich La Fleurette Africaine erkennbar aus einer einfachen melodischen Konzeption heraus. Weniger ergiebig seien die Interpretationen der älteren Ellington-Nummern Warm Valley und Caravan; „bei letzterem sei unklar, ob es an der Unvertrautheit Mingus’ mit den Changes [der Komposition] oder es an der Verstimmung des Bassisten lag, von denen Ellington später berichtete.“ Dennoch wäre Charles Mingus derjenige gewesen, der dem nominellen Leiter der Sitzung „die Show stahl.“ „Er spielte komplizierte Gegenmelodien und Schwindel erregende Läufe außerhalb des Tempos in jedem Register.“ Weber und Filtgen führen die Zwistigkeiten zwischen Mingus und Roach darauf zurück, dass „sie ein verschiedenes Timekeeping entwickelten.“
Hans Ruland äußert sich in seiner Bewertung hingegen kritisch gegenüber „diese[r] Platte, [die] über weite Strecken Ellingtons Charme vermissen“ lässt, und bekundete insbesondere zum Titelstück Money Jungle sein „zwiespältiges Verhältnis“: „Auch wenn inzwischen der erste Eindruck eines zwar nicht anarchistischen, so doch weitgehend sinnlosen Chaos’ dem Gefühl gewichen ist, dass hier ein neuer Weg zum gemeinsamen Musizieren aufgezeigt wurde, so kenne ich keine zweite Aufnahme Dukes, die mich in eine so unruhige, destruktive Stimmung versetzt wie dieser amelodiös konstruierte Blues in C. Ellington-Liebhaber werden hier sicher zustimmen.“
Für die Mingus-Biographen Horst Weber und Gert Filtgen ist dagegen Money Jungle „eine der interessantesten Klavier-Schallplatten im Jazzbereich. Es stimmt einfach alles: die Stimmung, die Auswahl der Kompositionen, die Besetzung von drei gleichwertigen Musikern, sowie das Interaktionspiel der Musikanten.“ Es käme hier nicht zu dem „üblichen Klischee: hier der Pianist als Leader und dort die Rhythmusknechte“. Vielmehr sei Money Jungle „ein echtes Gemeinschaftswerk, im Teamgeist entstanden.“ Das Erstaunliche an den Aufnahmen sei es, dass die erwähnten Zwistigkeiten im „Timefeeling“ zwischen Mingus und Roach „kein echtes Handikap war[en], da beide Musiker Ellington phantasievoll zuspielen und trotzdem eine geniale Session entstand, weil beide sich total auf Ellington einlinkten.“

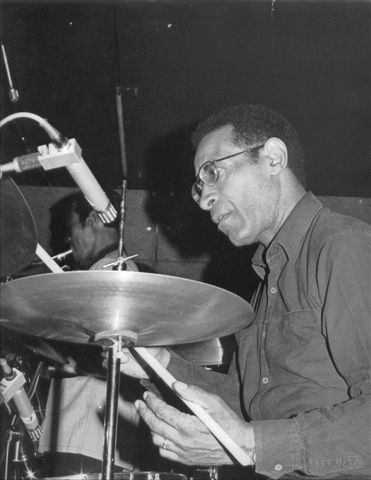
Max Roach, 1979

Brian Priestley hebt das Trio-Album in der umfangreichen Ellington-Diskographie hervor; „der Pianist geht mit seinen zwei respektvollen, aber fordernden Begleitern aus sich heraus.“ Der größte Teil des Materials sei improvisiert, abgesehen von Fleurette Africaine. Eine Reihe von Ellington-Hits, besonders Caravan, werde kraftvoll erneuert. In seiner Mingus-Biografie bezeichnete der Autor Mingus’ Bass-Spiel als „exzellente Zusammenfassung seines bisherigen Schaffens“ und gab einen Ausblick auf das freiere Spiel von Streichinstrumenten im Jazz.
Ähnlich äußert sich auch Ralf Dombrowski: Zwar sei „in der Summe markanter Personen Eigenwilliges“ entstanden, präsentiere aber „Ellington als überraschend vielseitigen Pianisten“, der mit diesem Album „seine Bedeutung als Solist auch für den modernen Jazz unterstreichen konnte.“
Für Wolfgang Knauer handelte es sich um „eine spontane Session, bei der die Freiheit der drei Musiker im Vordergrund stand, eine angesichts der großen Namen (und Egos) der drei Beteiligten erstaunliche musikalische Gleichberechtigung. Auf dem Originalalbum hört man das ganz deutlich: Hier spielt kein übliches Klaviertrio; zu stark geben die Stimmen von Mingus und Roach gleichberechtigte Kommentare ab und bestimmen so die Atmosphäre des Ganzen mit.“
Die Website All About Jazz wählte das Album in der Liste der 100 besten Jazzalben auf Rang 85.
Das Magazin Rolling Stone wählte das Album 2013 in seiner Liste Die 100 besten Jazz-Alben auf Platz 10.

## Weitere Wirkung
2010 erschien das Album Money Jungle – Ellington Orchestrated der hr-Bigband, bei dem das Material der damaligen Session „einer originellen Transposition“ auf einen großen Klangkörper unterzogen wurde. Im selben Jahr nahm der Pianist Vijay Iyer Fleurette Africaine mit Bezug auf die Trio-Session von 1963 auf. Im Trio mit Gästen folgte 2013 Terri Lyne Carringtons Auseinandersetzung mit dem Album und seiner Zeit unter dem Titel Money Jungle – Provocative in Blue.